# 恒定购买力核算
恒定购买力核算（英語：Constant Purchasing Power Accounting）是国际会计准则理事会（IASB）和美国财务会计标准委员会（FASB）批准的一种会计模式，是在高通货膨胀环境和所有其他经济环境下对传统原始成本会计的一种替代。在国际财务报告准则和美国公认会计原则的授权体系下，低通货膨胀、高通货膨胀、恶性通货膨胀和通货紧缩期间，即在所有可能的经济环境中，金融资本维持总是以恒定购买力（英語：constant purchasing power）的单位来衡量，即每日居民消费价格指数（英語：Consumer Price Index）。在所有经济环境中，它也可以用货币化的每日指数化记账单位（如智利的UF值）或用每日相对稳定的外币平行汇率来衡量，特别是在恶性通货膨胀期间，政府拒绝公布CPI数据时。

## 在低通货膨胀期间由国际会计准则理事会授权
在国际会计准则委员会最初的框架（1989 年）第 104(a)段中，恒定购买力核算被授权作为传统 HCA 模式在所有通胀和通缩水平下的替代方案，包括在 IAS 29 要求的恶性通货膨胀期间。在大多数经济体的低通货膨胀期间，工资、薪金、租金、养老金、水电费、交通费等收益表的不变项目通常以恒定购买力为单位进行估值，作为年度更新。这些项目的货币支付通常通过CPI进行通货膨胀调整，以补偿通货膨胀对货币（货币交换媒介）实际价值的削弱，调整只在年度而非每日的基础上。“通货膨胀始终是一种货币现象”，只能削弱货币（经济体内的功能货币）和其他货币项目的实际价值。通货膨胀不能也不会削弱非货币项目的实际价值。通货膨胀对非货币项目的实际价值没有影响。